# 公仲连
公仲連（?—?），战国时期赵国的相，帮助赵烈侯进行改革。周威烈王二十三年(前403年)，周王被迫承認韓、趙、魏三國。就在這一年，趙相國公仲連進了政治改革。

## 改革背景
列為諸侯赵烈侯好音乐，想提拔歌唱者，公仲连佯许不与。在番吾君的介绍下，他向赵烈侯推荐牛畜、荀欣、徐越三人。牛畜行王道，荀欣荐贤能，徐越倡节俭。赵烈侯以牛畜为师，荀欣为中尉，徐越为内史。赐相国公仲连衣二袭。

## 改革內容
趙國在具體財政和政治工作，採用法家的政策。在教導方面則實施儒家主張。